# Sainte-Marthe (Lot-et-Garonne)
Sainte-Marthe é uma comuna francesa na região administrativa da Nova Aquitânia, no departamento de Lot-et-Garonne. Estende-se por uma área de 9,65 km². Em 2010 a comuna tinha 627 habitantes (densidade: 65 hab./km²).